# 淡黑真小鯉
淡黑真小鯉（學名：Cyprinella caerulea）為輻鰭魚綱鯉形目雅羅魚科真小鯉屬的其中一種，被IUCN列為瀕危保育類動物，分布於北美洲美國田納西州東南部、喬治亞州西北部至阿拉巴馬州的Cahaba河至Coosa河流域等4個分離的區域，體長可達10公分，因都市化、水污染和沈積造成的棲息地退化和水體退化。棲息在沙石底質的河川底中層水域，繁殖期在5至8月，壽命約3年。

## 扩展阅读
維基物種上的相關：淡黑真小鯉